# Lee Thompson Young
Lee Thompson Young (* 1. Februar 1984 in Columbia, South Carolina; † 19. August 2013 in Los Angeles, Kalifornien) war ein US-amerikanischer Schauspieler, der vor allem durch seine Auftritte in verschiedenen Fernsehserien Bekanntheit erlangte.

## Leben

### Jugendjahre
Lee Thompson Young wurde 1984 als Sohn von Tommy Scott Young und Velma Love in South Carolina geboren. Er begann schon im Jugendalter mit der Schauspielerei. Nach der Scheidung seiner Eltern zog er zu seiner Mutter. Im Alter von zehn Jahren übernahm er in dem Stück A Night of Stars and Dreams die Hauptrolle des Martin Luther King. Weitere Erfahrung sammelte er am Phillis Wheatley Report Theater in Greenville. Zu dieser Zeit beschloss er, professioneller Schauspieler zu werden und kam deswegen während des Spring Break 1996 als Zwölfjähriger nach New York City, wo er erste Kontakte zu Agenten aufnahm.

### Erste Erfolge als Jett Jackson
Wenige Monate später begann der Dreh des Pilotfilms zur späteren Disney-Channel-Produktion The Famous Jett Jackson. Aufgrund des Erfolgs des Pilots wurde Young für die Titelrolle verpflichtet und trat in 47 von 60 Folgen der erfolgreichen Kinder- und Jugendserie auf. 1999 war er für eine Folge auch als Drehbuchautor tätig. Mit der Serie, die vor allem für Heranwachsende im Alter von zwölf bis sechzehn Jahren gedacht war, hatte Young erste große Erfolge und war vier Mal für verschiedene Film- bzw. Fernsehpreise nominiert – so 1999 erstmals für einen Young Artist Award in der Kategorie Beste Darstellung in einer Fernsehserie (Drama oder Comedy) – Hauptrolle nominiert.
Weitere Nominierungen für den Young Artist Award erhielt Young in den beiden Folgejahren in den Kategorien Beste Darstellung in einer Fernsehserie (Comedy) in einer Hauptrolle (2000) und Beste Darstellung in einer Fernsehserie (Drama) in einer Hauptrolle (2001). Im selben Jahr war er auch für einen Gemini Award in der Kategorie Beste Darstellung in einem/einer Kinder- bzw. Jugendprogramm/-serie nominiert. Noch während seiner Zeit bei The Famous Jett Jackson spielte er 1999 im Film Johnny Tsunami – Der Wellenreiter die Rolle des Sam Sterling. Im selben Jahr, in dem auch die Erfolgsserie abgesetzt wurde, kam unter der Regie von Shawn Levy der Film zur Serie, Jett Jackson: The Movie, heraus. 2002 folgte ein Auftritt in der Fernsehserie Philly sowie vier Episodenauftritte bei The Guardian – Retter mit Herz. 2003 wirkte er in einer Folge von Jake 2.0 mit.

### Weitere Erfolge in Film und Fernsehen
In Redemption – Früchte des Zorns, einem Film über den zum Tode verurteilten und später hingerichteten US-amerikanischen Vierfachmörder und Mitbegründer der Crips, Stanley Williams, hatte er 2004 neben Jamie Foxx und Lynn Whitfield eine der Hauptrollen. Im selben Jahr trat Young auch in Friday Night Lights – Touchdown am Freitag auf und war Sprecher bei einer Folge der Animationsserie The Prouds sowie 2004 und 2005 bei zwei Folgen der Serie Xiaolin Showdown. 2005 war Young auch in einer Episode der kurzlebigen Serie Kevin Hill zu sehen. 2006 folgte für den engagierten Jungschauspieler ein Engagement in der Doug-Atchison-Produktion Akeelah ist die Größte. Außerdem hatte Young Auftritte in fünf von acht produzierten Episoden der Fernsehserie South Beach. Des Weiteren war er 2006 erstmals in der US-Erfolgsserie Smallville zu sehen; weitere Auftritte folgten 2007 und 2010.

### Vermehrte Bekanntheit im deutschsprachigen Raum
2007 führte Young erstmals Regie bei dem Kurzfilm Mano, in dem er auch eine der Hauptrollen spielte und den er in Pasadena (Kalifornien) drehte. Zuvor hatte er bei The Hills Have Eyes 2 eine größere Rolle übernommen. 2008 hatte er einen Auftritt in der Fernsehserie Terminator: The Sarah Connor Chronicles sowie einen Filmauftritt im Fernsehfilm Five Year Plan. 
Durch seine Rolle als Derek Hill in drei Episoden der Krankenhaus-Comedy-Serie Scrubs – Die Anfänger wurde Young auch im deutschsprachigen Raum bekannt. Im selben Jahr war Young auch in den Serien Lincoln Heights (1 Folge) und FlashForward (8 Folgen) zu sehen. Danach drehte er den Kurzfilm Bastard und war in einer Folge von The Good Guys zu sehen. Von 2010 bis zu seinem Tod 2013 gehörte er als Detective Barry Frost zur Hauptbesetzung der Krimiserie Rizzoli & Isles.

### Sonstige Auftritte
Im Jahr 2000 war Young in Steps and Youngstown in Concert zu sehen, gefolgt von einem Auftritt in der Serie Express Yourself. 2003 hatte er einen Auftritt in einer Folge von The Jersey und war 2007 zu Gast in der Talkshow Up Close with Carrie Keagan. Außerdem war er im Making-of Exploring the Hills: The Making of 'The Hills Have Eyes 2'  und in The Hills Have Eyes 2: Mutant Attacks zu sehen.

### Tod
Am Morgen des 19. August 2013 wurde Lee Thompson Young mit einer Schussverletzung tot in seiner Wohnung aufgefunden. Nach Angaben seines Managers hatte er sich selbst getötet. Bereits als Jugendlicher hatte er an einer Bipolaren Störung gelitten und war in ärztlicher Behandlung gewesen.

## Filmografie

### Als Schauspieler
Filme
- 1999: Johnny Tsunami – Der Wellenreiter (Johnny Tsunami, Fernsehfilm)
- 2001: Jett Jackson: The Movie (Fernsehfilm)
- 2004: Redemption – Früchte des Zorns (Redemption: The Stan Tookie Williams Story)
- 2004: Friday Night Lights – Touchdown am Freitag (Friday Night Lights)
- 2006: Akeelah ist die Größte (Akeelah and the Bee)
- 2007: The Hills Have Eyes 2 (The Hills Have Eyes II)
- 2007: Mano (Kurzfilm)
- 2008: Five Year Plan (Fernsehfilm)
- 2010: Bastard (Kurzfilm)

Fernsehserien
- 1998–2001: The Famous Jett Jackson (47 Folgen)
- 2002: Philly (eine Folge)
- 2002: The Guardian – Retter mit Herz (The Guardian, 4 Folgen)
- 2003: Jake 2.0 (eine Folge)
- 2005: Kevin Hill (eine Folge)
- 2006: South Beach (fünf Folgen)
- 2006–2010: Smallville (3 Folgen)
- 2008: Terminator: The Sarah Connor Chronicles (eine Folge)
- 2009: Scrubs – Die Anfänger (Scrubs, 3 Folgen)
- 2009: Lincoln Heights (eine Folge)
- 2009: FlashForward (8 Folgen)
- 2010: The Good Guys (eine Folge)
- 2010–2013: Rizzoli & Isles (55 Folgen)
- 2012: CSI: NY (eine Folge)

Synchronstimme in Film und Fernsehen
- 2004: Die Prouds (The Proud Family, eine Folge)
- 2004; 2005: Xiaolin Showdown (2 Folgen)

### Als Regisseur
- 2007: Mano

### Als Drehbuchautor
- 1999: The Famous Jett Jackson (eine Folge)